# Parc de Tsinandali
El Parc Tsinandali o Complex de bens d'Aleksandre Chavchavadze, (en georgià:წინანდლის პარკი), és un monument arquitectònic i històric en el poble de Tsinandali del municipi de Telavi a uns 80 km de Tbilisi a Geòrgia. Consta d'un palau, un celler de vins, i cases de fusta, refrigeradors, safareigs, edificis d'esglésies, residències governamentals, parcs i muralles. El complex de la finca Alexandre Chavchavadze va ser aprovat pel decret del President de Geòrgia el 2006, sota la categoria de Monuments Culturals destacats de Geòrgia.

## Història

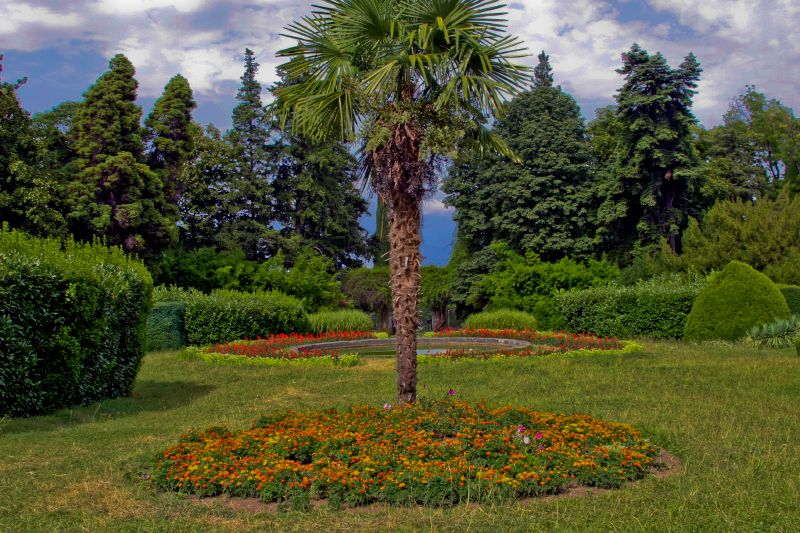
Parc de Tsinandali.

La història del complex de Tsinandali Chavchavadze s'origina en el segle xvii quan Irakli I de Kakheti va reassentar als avantpassats del llogaret de Chavchavadze, per enfortir l'aldea. Al 1680 es van instal·lar a Tsinandali, després el rei Teimuraz II de Kartli, els va atorgar el títol de «petit príncep». Al 1797, Iracli II de Kartli-Kahètia va donar a Garsevan Chavchavadze (ambaixador de Geòrgia a Rússia), juntament amb Tsinandali, els pobles de Zegaani, Napareuli i Muganlo. El príncep Garsevan Chavchavadze a Tsinandali, es va construir el primer edifici el 1818, i el 1831 el segon palau per al seu fill Alexander. Al 1829, es va construir la bomba d'aigua i va aconseguir 12 hectàrees de la zona boscosa, on es va realitzar en 1835, el parc-jardí per part de decoradors europeus. Al 1840, Alexander Chavchavadze va construir un celler. El seu nom està associat amb la introducció de noves vinyes i de la posada en marxa d'innovacions tecnològiques en la vinificació, el «Tsinandali blanc sec», altament considerat, encara es produeix allà. Per aquest període, la ciutat natal del poeta romàntic es va convertir en un lloc de reunió per a les principals cultures georgianes i europees.

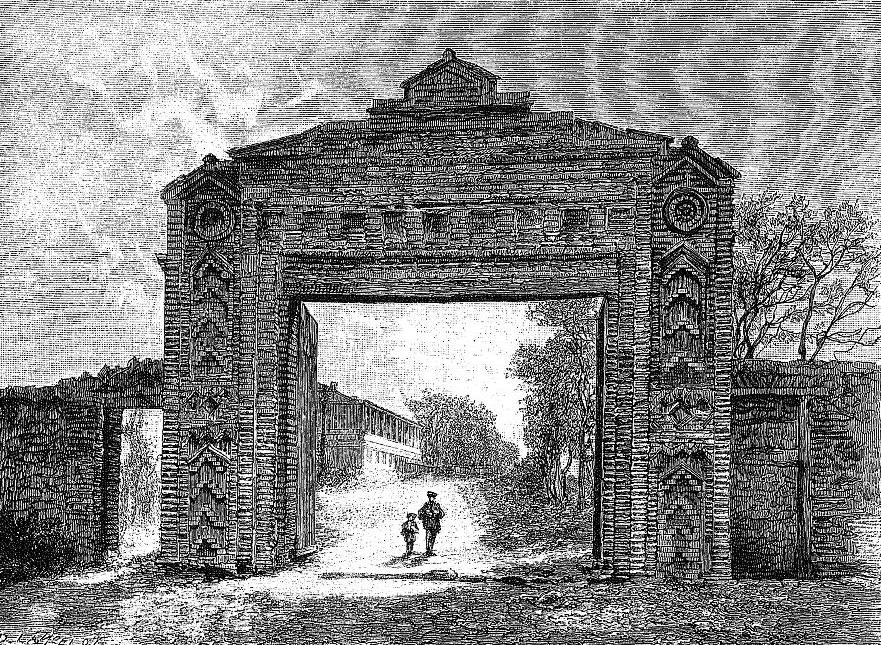
Dibuix de la mansió del príncep David Chavchavadze.

Després de la mort d'Alexander Chavchavadze el 1846, la terra de Tsinandali va ser heretada pel seu fill David. Al 1854, durant l'atac de l'imam Xamil a Tsinandali, el palau i la biblioteca van ser destruïts junt amb part del parc. Familiars d'Aleksandre Chavchavadze van ser segrestats. Aquest esdeveniment va commoure no només a Rússia, sinó també a l'Occident. El 22 de març de 1855, després de complicades negociacions, els ostatges van ser intercanviats pel fill captiu de Xamil, Jalal al-Din, i 40,000 rubles de plata com a part d'un acord que involucrava un intercanvi general de presoners.
Després David Chavchavadze va restaurar la seva propietat i el 1886 la va comprar el departament de les Cases Imperials Russes i va començar la seva reconstrucció. La terra va ser governada per P. Bacauut, en aquest període es va construir l'actual palau. Al 1886-1887, es va construir un nou subministrament d'aigua i la fàbrica de vi més gran de l'Imperi Rus d'aquest període, a més a més del seu valor arquitectònic. Al 1946, el museu del poeta va ser inaugurat per Giorgi Leonidze, acadèmic de l'Acadèmia de Ciències de Geòrgia, per celebrar el centenari de la mort d'Alexander Chavchavadze.